# 서울 모터쇼

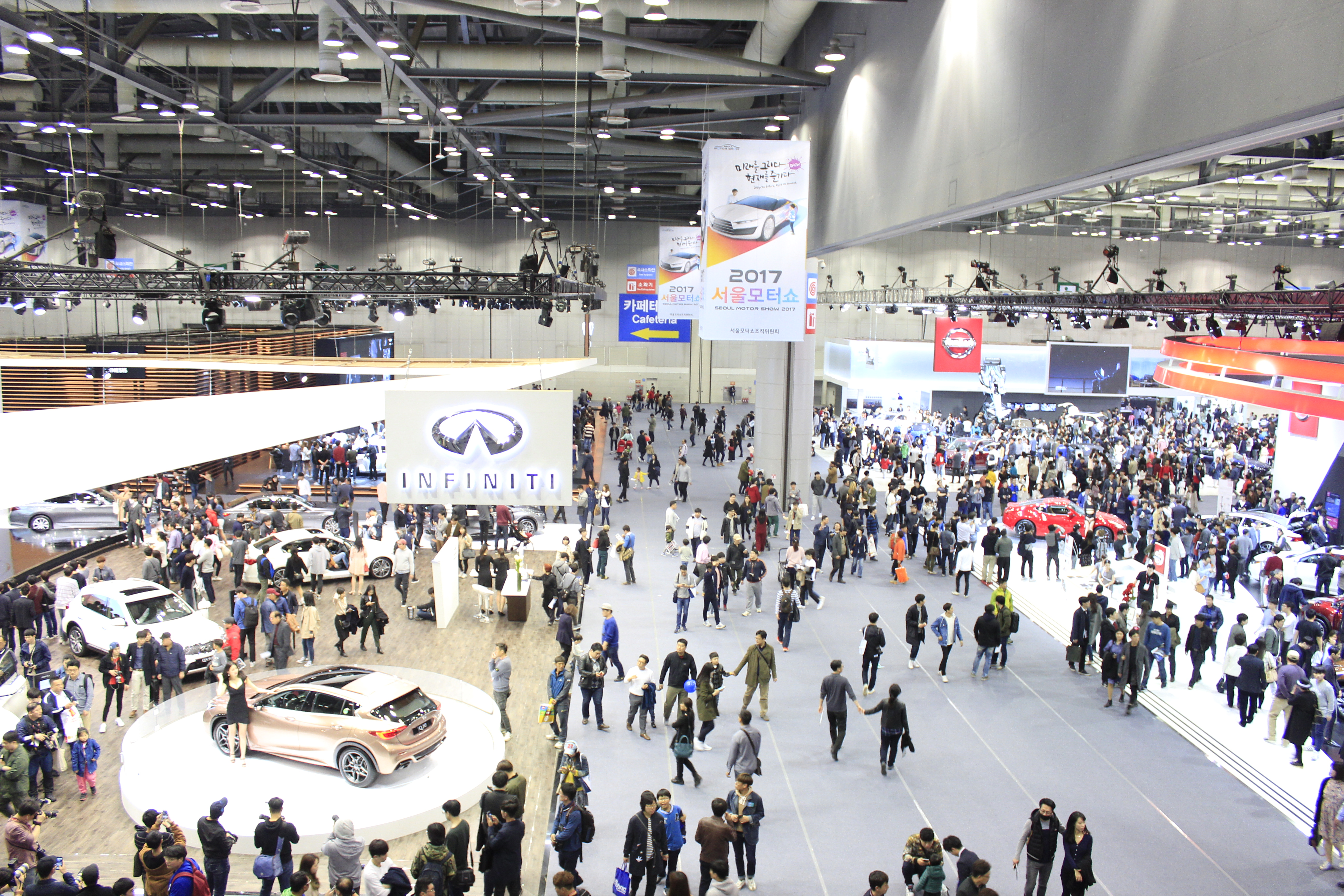
2017 서울모빌리티쇼 현장 전경

서울모빌리티쇼는 1995년부터 2년 단위로 개최되고 있는 대한민국 최대의 자동차 전시회다. 전시회가 열릴 때마다 항상 주제가 정해진다. 참가 업체는 정해진 주제에 따라 전시할 자동차를 선정하게 된다. 서울모빌리티쇼에서는 완성차는 물론 중소기업 부품 회사들의 부품도 볼 수가 있다.

## 역사
1995년부터 2002년까지 서울특별시 강남구 삼성동 코엑스에서 행사를 개최했으며, 경기도 고양시 일산서구 대화동에 대한민국 최대 전시관인 킨텍스를 2005년 4월 초에 완공했을 때 완공 기념으로 2005년 서울모빌리티쇼를 킨텍스에서 개최했다. 이 때부터 서울모빌리티쇼는 계속 킨텍스에서 열리고 있다. 서울모빌리티쇼는 서울모빌리티쇼 조직위원회가 주최하고 지식경제부(현.산업통상자원부), 환경부, 국토해양부(국토교통부), 경기도, 고양시가 후원한다.
1997년에는 세계자동차공업 연합회(OICA)로부터 공식 인증을 받았다. 2011년 서울모빌리티쇼는 2011년 4월 1일부터 4월 10일까지 10일 간 '진화, 바퀴 위의 녹색혁명'이라는 주제로 전시하였다. 2013 서울모빌리티쇼는 '자연을 품다, 인간을 담다(With Nature, for the People)'을 모티브로 하고 2013년 3월 29일부터 4월 7일까지 개최되었으며, 2013년 모터쇼에는 처음으로 킨텍스 제2전시장까지 함께 활용되었다. 가장 최근에 개최가 된 2015년 서울모빌리티쇼는 '기술을 만나다, 예술을 느끼다'의 모티브를 하고 2015년 4월 3일부터 4월 12일까지 개최되었으며 2015년 모터쇼도 2013년 모터쇼와 같이 킨텍스 제2전시장도 함께 활용되었다.
2021년에는 코로나19의 여파로 대부분의 업체들이 불참해 킨텍스 제2전시장 9~10관에서만 열렸으며, 자율주행 관련 전시의 비중을 늘리면서 '서울 모빌리티쇼'로 부르기로 했다.

## 개요
매년 끝자리 숫자가 홀수인 해에 서울 모터쇼를 개최하며, 그 다음 해(짝수 연도)에는 부산 국제 모터쇼가 열린다.
개막 전날에는 프레스데이를 가진다. 프레스데이 당일에는 기자들에게만 전시장을 개방하고, 일반인들은 관람할 수 없다. 즉, 프레스데이 다음 날이 정식 개막일이다. 가끔 포털사이트에서 프레스데이를 포함한 관람 기간을 안내할 수 있기 때문에, 반드시 서울모빌리티쇼 홈페이지에서 정확한 개막일을 확인해야 한다.

## 역대 서울 모빌리티쇼 메인 신차
- 1995년 1회 : 기아 크레도스, 현대 넥스트원(후에 아반떼 투어링이 된다. 쇼카 / 그 해 9월 출시)
- 1997년 2회 : 현대 HMX 컨셉트카(그 해 12월 현대 아토스로 정식 출시), 기아 크레도스 파크타운(쇼카 / 이듬해인 1998년 7월 출시), 기아 엔터프라이즈
- 1999년 3회 : 현대 티뷰론 터뷸런스, 기아 카렌스(RS)(쇼카 / 그 해 6월 출시), 현대 트라제XG(쇼카 / 그 해 10월 출시), 현대 싼타페(SM)(쇼카 / 이듬해인 2000년 6월 출시), 테라칸(쇼카 / 2001년 2월 출시)
- 2002년 4회 : GM대우 라세티(J200)(현.쉐보레 크루즈)(쇼카 / 그 해 11월 출시), 르노삼성 SM3(N17), 쌍용 무쏘 스포츠, 기아 오피러스(GH)(쇼카 / 이듬해인 2003년 3월 출시)
- 2005년 5회 : 현대 그랜저(TG)(모터쇼 공개와 동시에 그해 5월 출시), 크라이슬러 300, 혼다 레전드, 스피라(당시 프로토모터스), GM대우 스테이츠맨(쉐보레 카프리스) (모터쇼 공개와 동시에 그 해 5월 출시), 기아 그랜드 카니발(VQ)(쇼카 / 그 해 7월 출시)
- 2007년 6회 : 르노삼성 QMX(같은 해 12월에 르노삼성 QM5로 출시), 쌍용 뉴 카이런(모터쇼 공개와 동시에 그 해 4월 출시), 대우버스 BS120CN F/L (쇼카 / 그 해 6월 출시), 현대 그랜드 스타렉스(TQ)(쇼카 / 그 해 5월 출시), GM대우 G2X(쇼카 / 그 해 8월 출시)(새턴 스카이), GM대우 베리타스(쇼카 / 이듬해인 2008년 9월 출시)(쉐보레 카프리스)
- 2009년 7회 : 기아 K7(VG)(쇼카 / 그 해 11월 출시), 기아 쏘렌토 R(XM)(모터쇼 공개와 동시에 그 해 4월 출시), 르노삼성 뉴 SM3(L38)(쇼카 / 그 해 7월 출시), 대우 마티즈 신형(M200)(현.쉐보레 스파크)(쇼카 / 그 해 9월에 마티즈 크리에이티브로 출시), 아우디 Q5, 포드 머스탱, 토요타 캠리(쇼카 / 그 해 10월 출시), 토요타 프리우스(쇼카 / 그 해 10월 출시), 토요타 RAV4(쇼카 / 그 해 10월 출시), 현대 신형 에쿠스(VI), 현대 제네시스 프라다(BH), 현대 아반떼 LPi 하이브리드(HD)(쇼카 / 그 해 7월 출시), 기아 포르테 LPi 하이브리드(TD)(쇼카 / 그 해 7월 출시), 기아 포르테 쿱(TD)(쇼카 / 그 해 6월 출시), 현대 투싼 ix(LM)(쇼카 / 그 해 8월 출시)
- 2011년 8회 : 르노삼성 올 뉴 SM7(L47)(쇼카 / 그 해 8월 출시), 포르쉐 911 카레라 GTS, 토요타 코롤라, 토요타 시에나(쇼카 / 그 해 11월 출시), 현대 쏘나타(YF) 하이브리드(쇼카 / 그 해 5월 출시) 기아 K5 하이브리드(TF)(쇼카 / 그 해 5월 출시), 기아 올 뉴 프라이드(UB)(쇼카 / 그 해 9월 출시), 쉐보레 크루즈 5(J300)(쇼카 / 그 해 6월 출시), 쉐보레 올란도, 쉐보레 캡티바(구.GM대우 윈스톰)(모터쇼 공개와 동시에 그 해 4월 출시), 쉐보레 카마로, 쉐보레 코르벳, 쉐보레 볼트, 스바루 임프레자, 르노삼성 뉴 SM3(L38) Z.E, 닛산 큐브(쇼카 / 그 해 8월 출시), 토요타 시에나(쇼카 / 그 해 11월 출시)
- 2013년 9회 : 미니 페이스맨, 기아 K3 쿠페 & K3 해치백(YD) (쇼카 / 그 해 8월에 쿱과 9월에 해치백이 각각 출시), 현대 싼타페 롱바디 / 현대 맥스크루즈(NC), 현대 투싼 ix 페이스리프트(LM), 현대 투싼ix FCEV(LM), 르노삼성 QM3(쇼카 / 그 해 12월 출시), 기아 올 뉴 카렌스(RP)(모터쇼 공개와 동시에 그 해 3월 출시), 르노삼성 뉴 SM5(L43) 플래티넘 TCE(쇼카 / 그 해 5월 출시), 닛산 쥬크(쇼카 / 그 해 10월 출시), 현대 트라고 엑시언트(QZ)(쇼카 / 그 해 9월 출시)
- 2015년 10회 : 현대 쏠라티(EU)(쇼카 / 그 해 9월 출시), 토요타 프리우스 V(모터쇼 공개와 동시에 그 해 4월 판매 개시), 혼다 뉴 레전드, 쉐보레 올 뉴 스파크(쇼카 / 그 해 7월 출시), 현대 올 뉴 투싼(TL), 기아 올 뉴 K5(JF)(쇼카 / 그 해 7월 출시), 닛산 무라노(쇼카 / 이듬해 2016년 6월 출시), 인피니티 Q70, 인피니티 Q70L(쇼카 / 2016년 출시 예정), 링컨 올 뉴 MKX(쇼카 / 그 해 12월 출시), 포드 올 뉴 몬데오 디젤(포드 퓨전), 포드 쿠가(포드 이스케이프)(쇼카 / 그 해 12월 출시), BMW i8, 현대 쏘나타(LF) 플러그 인 하이브리드(쇼카 / 그 해 7월 출시), 현대 올 뉴 마이티(WQ)(모터쇼 공개와 동시에 그 해 4월 출시)
- 2017년 11회:기아 스팅어, 쌍용 G4 렉스턴
- 2019년 12회: 현대 쏘나타(DN8)
- 2021년 13회: 기아 니로(SG2)
- 2023년 14회: 기아 EV9,현대 쏘나타, 현대 코나 일렉트렉]], 현대 파비스, 쌍용 토레스 전기차]], 쌍용 KR10, 쌍용 F100, 쌍용 U100, 알파모터 울프